# Foresterie
Cet article court présente un sujet plus développé dans : Sylviculture.

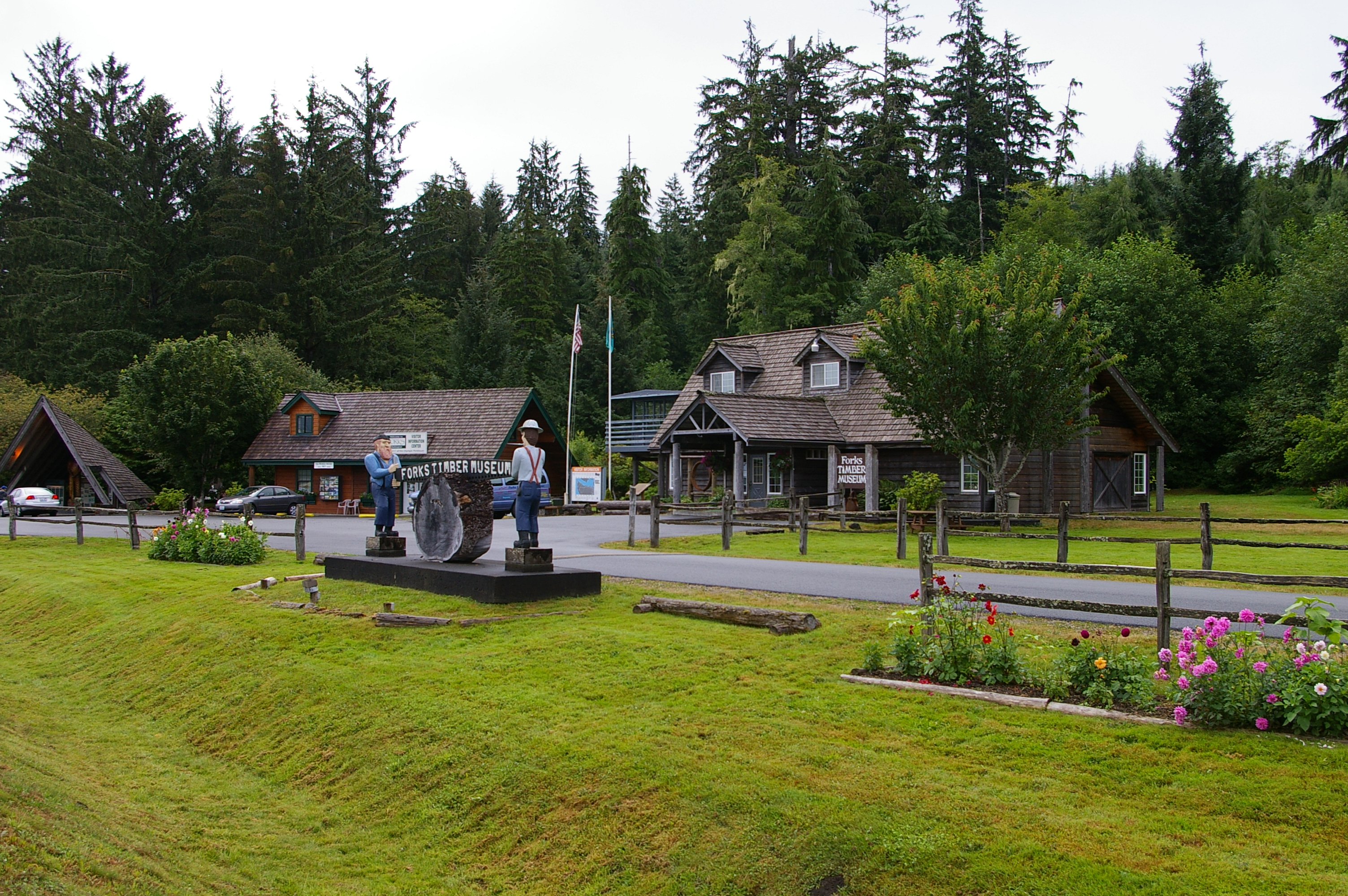
Le Forks Timber Museum, à Forks (État de Washington, États-Unis), est consacré à la foresterie de la région.

La foresterie est la science de gestion, de conservation, d'aménagement, et d'utilisation des forêts,. En français québécois, ce terme est préféré à celui de sylviculture.
Si les deux termes sont proches, lorsque la distinction est faite entre foresterie et sylviculture, la première discipline a un sens plus large que la seconde.